# Spencer Fullerton Baird
Spencer Fullerton Baird (3 de fevereiro de 1823 — 19 de agosto de 1887) foi um ornitólogo e ictiólogo estadunidense.
Baird nasceu em Reading, Pensilvânia. Formou - se pela Faculdade de Dickinson, Carlisle, Pensilvânia em 1840. No ano seguinte fez uma excursão ornitológica pelas montanhas da Pensilvânia caminhando, de acordo com um dos seus biógrafos, 400 milhas em vinte e um dias e 60 milhas no último dia. Em 1838 conheceu John James Audubon, e daí por diante seus estudos foram em grande parte sobre ornitologia. Audubon deu uma parte da sua própria coleção de pássaros para ele.
Depois de estudar medicina durante um tempo, Baird tornou - se professor de História Natural na Faculdade de Dickinson em 1845, também assumiu a cadeira de química, e deu aulas de fisiologia e matemática. Esta variedade de trabalhos em uma faculdade pequena alargou o seu interesse científico, fato (pt: facto) que o caracterizou por toda a vida, e lhe fez talvez o homem mais representativo da ciência na América. Foi secretário - assistente da Instituição de Smithsonian, em Washington, D.C entre 1850 e 1878. Onde ele encorajou o trabalho de jovens naturalistas no Clube de Megatherium. Com a morte de Joseph Henry, passou a ocupar o cargo de secretário. Foi também o Comissário americano de Peixes e Pescarias de 1871 até a sua morte.
Enquanto oficial do Smithsonian, o trabalho de Baird incluía a supervisão dos trabalhadores em linhas extensivamente diferentes. Assim, excetuando a sua ajuda para com os outros, os seus próprios estudos e escritos publicados abrangem várias áreas como: iconografia, geologia, mineralogia, botânica, antropologia, zoologia geral, e, em particular, ornitologia; por vários anos ele editou um volume anual que resumia o progresso em todas as linhas científicas de investigação. Ele deu supervisão geral, entre 1850 e 1860, para várias expedições do governo (inclusive a Pacific Railroad Surveys) a fim de explorar cientificamente a parte ocidental dos Estados Unidos, preparando para eles um manual de Instrução de Coletas.